# Actinobdella annectens
Actinobdella annectens är en ringmaskart som beskrevs av Moore 1906. Actinobdella annectens ingår i släktet Actinobdella och familjen broskiglar. Inga underarter finns listade i Catalogue of Life.